# Helen Epstein

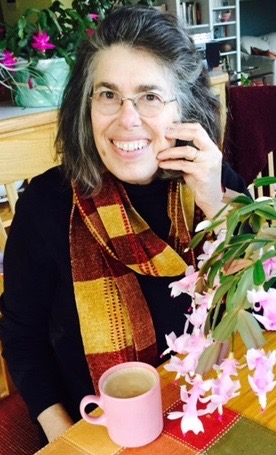
Helen Epstein

Helen Epstein (* 27. November 1947 in Prag, Tschechoslowakei) ist eine tschechisch-amerikanische Journalistin und Autorin.

## Leben
Epstein wurde in Prag als Kind von tschechoslowakischen Holocaustüberlebenden geboren, die nach der kommunistischen Machtübernahme 1948 in die USA emigrierten. Ihr Vater war der Olympiateilnehmer (Wasserball) Kurt Epstein. Sie wuchs in New York City auf und hat dort die Hunter College High School besucht. Danach studierte sie Musikwissenschaften an der Hebräischen Universität Jerusalem.
Ihre journalistische Karriere begann mit einem Bericht über den Einmarsch der Warschauer-Pakt-Staaten in die ČSSR für die Jerusalem Post. 1971 graduierte sie an der Columbia Graduate School für Journalismus. Dort begann ihre lange Freundschaft mit der Kulturkritikerin Margo Jefferson. Nach der Graduierung war Epstein freiberuflich für verschiedene Zeitschriften wie The National Jewish Monthly und The Sunday New York Times tätig. Ihre erste Titelgeschichte schrieb sie über den Musiker Ed Birdwell. Für ihre Arbeiten über den Kunsthistoriker Meyer Schapiro und bekannte Musiker wie Vladimir Horowitz, Leonard Bernstein oder Yo-Yo Ma wurden ihr viele Auszeichnungen verliehen.
Epstein prägte den Begriff der „zweiten Generation nach dem Holocaust“ nachhaltig, ihr Beitrag Heirs of the Holocaust im Magazin der New York Times am 19. Juni 1977 eröffnete das Thema und stieß auf internationales Interesse.
Sie lebt mit ihrem Ehemann und ihren beiden Söhnen in der Nähe von Boston.

## Werke (auf Deutsch)
- Die Kinder des Holocaust, Gespräche mit Söhnen und Töchtern von Überlebenden. C.H. Beck, München 1987, ISBN 3-406-32047-3 (Originaltitel: Children of the Holocaust. Übersetzt von Christian Spiel). In google books: Volltext
- Der musikalische Funke, von Musik, Musikern und vom Musizieren – Begegnungen mit berühmten Interpreten. Vorwort von Joachim Kaiser. Scherz, Bern 1988, ISBN 3-502-18180-2 (Originaltitel: Musik Talk, Conversations with Musicians.).
- Dreifach heimatlos, die Suche einer Tochter nach der verlorenen Welt ihrer Mutter. Diana, München 1998, ISBN 3-8284-5016-4 (Originaltitel: Where She Came From. Übersetzt von Gaby Wurster und Heike Schlatterer).
- Als Hrsg.: Die Elektrikerin. Mein Überlebensweg als tschechische Jüdin 1939 bis 1945. Nachwort Helen Epstein. Aus dem amerikanischen Englisch Sabine Niemann. In Zusammenarbeit mit Stiftung Hamburger Gedenkstätten und Lernorte. Dölling und Galitz, München u. a. 2022, ISBN 978-3-86218-162-9.[1]